# Gaudí Centre
El Gaudí Centre és centre d'interpretació de la vida i obra d'Antoni Gaudí i Cornet ubicat en un edifici a la Plaça del Mercadal de Reus, on es poden trobar objectes reals de l'arquitecte, una sala amb efectes especials i maquetes i reproduccions de peces de la seva obra. És obert des del mes de maig del 2007 i és gestionat des del Patronat Municipal de Turisme i Comerç de Reus.

## L'edifici
L'edifici és una rehabilitació de l'antiga seu del Banc de Santander a Reus, i encara abans d'una botiga de joguines coneguda amb el nom de l'Aliança. Les obres d'aquest projecte, obra dels arquitectes Joan Sibina, Toshiake Tange i Gabriel Bosques, es van iniciar el 2002, coincidint amb el 150è aniversari del naixement del mestre. L'empresa encarregada de la crear museografia de l'exposició i la integració de sistemas audiovisuales fou Sono Tecnologia Audiovisual.
L'edifici està dividit en 4 plantes, i destaca la pantalla gegant que presenta a la seva façana, on sovint es mostra un audiovisual amb la signatura de Gaudí. A la planta baixa es troba l'oficina de turisme de la ciutat de Reus i una botiga. A les 3 primeres plantes acull l'espai expositiu. A la seva última planta hi ha un restaurant.

## Noves tecnologies
Durant l'any 2008 es va crear una nova web que permetia una visita virtual al museu, i el 2010 s'han realitzat modificacions en el primer discurs expositiu creat el 2007, incorporant més aplicacions multimèdia.